# Acridotheres javanicus
El miná javanés o de vientre pálido (Acridotheres javanicus) es una especie de ave paseriforme de la familia Sturnidae que vive en Asia. Procede del sudeste asiático y se ha extendido hasta la India.